# Aphis neopolygoni
Aphis neopolygoni är en insektsart. Aphis neopolygoni ingår i släktet Aphis och familjen långrörsbladlöss. Inga underarter finns listade i Catalogue of Life.